# Lucien Murat
Lucien Karel Jozef Napoléon prins Murat (Milaan, 6 mei 1803 – Parijs, 10 april 1878), Prins van Berg en Cleef (1806-), prins van Napels (1808), Vorst van Ponte-Corvo (1812), keizerlijk Frans Prins (1852). Hij was de zoon van Joachim Murat, koning van Napels, en Carolina Bonaparte en via haar een neef van keizer Napoleon Bonaparte. Lucien was getrouwd met freule Caroline-Georgina Fraser (van de Engelse Earls of Fraser). Zij kregen vijf kinderen.
Hij groeide op te Napels en vergezelde na de val van Napoleon in 1815 zijn moeder naar Triëst. Hij verbleef later te Venetië en begaf zich in 1824 evenals zijn oudere broer Achille Murat naar de Verenigde Staten, alwaar hij in 1831 de Engelse Caroline Georgina Fraser huwde. Vanwege financiële problemen stichtte hij een meisjeskostschool. Na de revolutie van 1848 keerde hij terug naar Frankrijk. Hij werd daar tot lid van de Nationale Vergadering gekozen en werd in 1849 door president Karel Lodewijk Napoleon Bonaparte tot gezant te Turijn benoemd. In 1852 werd hij tot senator benoemd en in 1853 ontving hij de titel van keizerlijk Frans Prins. In het kader van de stichting van de eenheidsstaat Italië (zie Risorgimento) verklaarde hij met steun van Napoleon III in 1861 pretendent naar de troon van Napels te zijn.
Hij stierf op 10 april 1878 en liet drie zoons en twee dochters na.

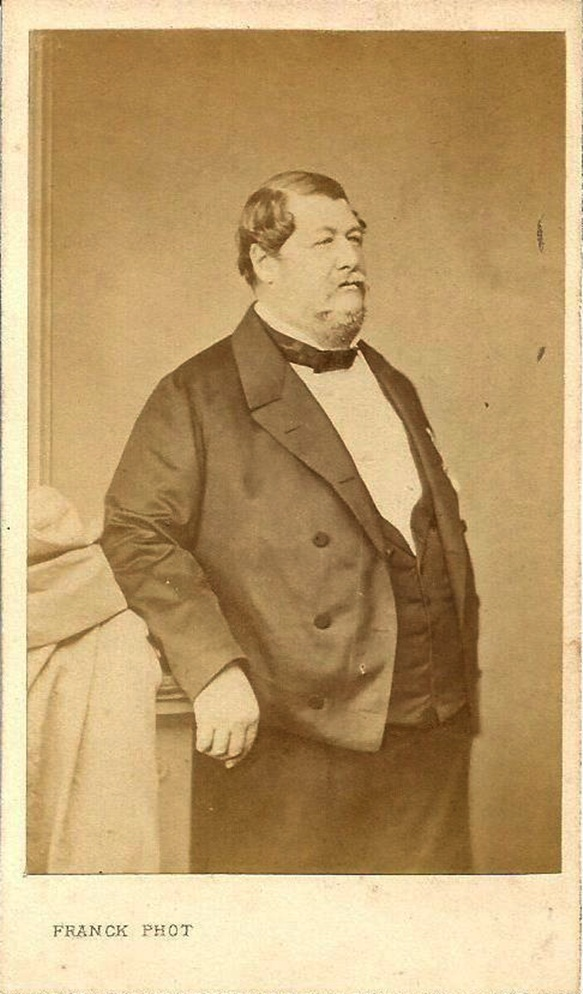
Lucien Murat

- Bibliothèque nationale de France: cb107263002 (data)
- Gemeinsame Normdatei: 129849197
- International Standard Name Identifier: 0000 0000 2956 4273
- Library of Congress Control Number: n85150507
- Base Léonore: LH//1968/3
- Nederlandse Thesaurus van Auteursnamen: 192821814
- Système universitaire de documentation: 151296316
- Virtual International Authority File: 63996788
- WorldCat: E39PBJxxkCQqCdVxqDQtrrdmh3